# Givry (Yonne)
Givry ist eine französische Gemeinde mit 178 Einwohnern (Stand: 1. Januar 2022) im Département Yonne in der Region Bourgogne-Franche-Comté. Sie gehört zum Arrondissement Avallon und zum Kanton Joux-la-Ville. Die Bewohner werden Givryats und Givryates genannt.

## Geographie
Givry liegt etwa 35 Kilometer südöstlich von Auxerre und etwa neun Kilometer nordwestlich von Avallon im Tal des Flusses Cousin, der auf dem Gemeindegebiet etwas später als rechter Nebenfluss in die Cure mündet. Der Regionale Naturpark Morvan grenzt südlich an die Gemeinde. Fast die Hälfte der Fläche der Gemeinde, insbesondere im Süden, wird von Wald bedeckt.
Umgeben wird Givry von den sieben Nachbargemeinden:
| Blannay   | Sermizelles                                 | Girolles            |
| Montillot | Kompassrose, die auf Nachbargemeinden zeigt | Vault-de-Lugny      |
| Asquins   |                                             | Domecy-sur-le-Vault |

Die Gemeinde liegt an einer Bahnlinie der TER Bourgogne-Franche-Comté von Auxerre nach Avallon und Corbigny. Givry hat aber keinen eigenen Bahnhof, die nächste Bahnhaltestelle ist bei Sermizelles.

## Bevölkerungsentwicklung
| Givry: Einwohnerzahlen von 1793 bis 2016                                                                                   | Givry: Einwohnerzahlen von 1793 bis 2016 | Givry: Einwohnerzahlen von 1793 bis 2016 | Givry: Einwohnerzahlen von 1793 bis 2016 | Givry: Einwohnerzahlen von 1793 bis 2016 |
| --- | ---------------------------------------- | ---------------------------------------- | ---------------------------------------- | ---------------------------------------- |
| Jahr |                                          |                                          |                                          | Einwohner                                |
| 1793 | 1793                                     |                                          | 440                                      | 440                                      |
| 1800 | 1800                                     |                                          | 529                                      | 529                                      |
| 1806 | 1806                                     |                                          | 496                                      | 496                                      |
| 1821 | 1821                                     |                                          | 474                                      | 474                                      |
| 1831 | 1831                                     |                                          | 475                                      | 475                                      |
| 1836 | 1836                                     |                                          | 463                                      | 463                                      |
| 1841 | 1841                                     |                                          | 466                                      | 466                                      |
| 1846 | 1846                                     |                                          | 457                                      | 457                                      |
| 1851 | 1851                                     |                                          | 434                                      | 434                                      |
| 1856 | 1856                                     |                                          | 433                                      | 433                                      |
| 1861 | 1861                                     |                                          | 420                                      | 420                                      |
| 1866 | 1866                                     |                                          | 402                                      | 402                                      |
| 1872 | 1872                                     |                                          | 342                                      | 342                                      |
| 1876 | 1876                                     |                                          | 386                                      | 386                                      |
| 1881 | 1881                                     |                                          | 379                                      | 379                                      |
| 1886 | 1886                                     |                                          | 362                                      | 362                                      |
| 1891 | 1891                                     |                                          | 346                                      | 346                                      |
| 1896 | 1896                                     |                                          | 351                                      | 351                                      |
| 1901 | 1901                                     |                                          | 337                                      | 337                                      |
| 1906 | 1906                                     |                                          | 307                                      | 307                                      |
| 1911 | 1911                                     |                                          | 312                                      | 312                                      |
| 1921 | 1921                                     |                                          | 225                                      | 225                                      |
| 1926 | 1926                                     |                                          | 231                                      | 231                                      |
| 1931 | 1931                                     |                                          | 222                                      | 222                                      |
| 1936 | 1936                                     |                                          | 234                                      | 234                                      |
| 1946 | 1946                                     |                                          | 211                                      | 211                                      |
| 1954 | 1954                                     |                                          | 217                                      | 217                                      |
| 1962 | 1962                                     |                                          | 226                                      | 226                                      |
| 1968 | 1968                                     |                                          | 253                                      | 253                                      |
| 1975 | 1975                                     |                                          | 194                                      | 194                                      |
| 1982 | 1982                                     |                                          | 204                                      | 204                                      |
| 1990 | 1990                                     |                                          | 166                                      | 166                                      |
| 1999 | 1999                                     |                                          | 195                                      | 195                                      |
| 2006 | 2006                                     |                                          | 191                                      | 191                                      |
| 2011 | 2011                                     |                                          | 176                                      | 176                                      |
| 2016 | 2016                                     |                                          | 170                                      | 170                                      |
| Quelle(n): EHESS/Cassini bis 1999, INSEE ab 2006 Anmerkung(en): Ab 1962 offizielle Zahlen ohne Einwohner mit Zweitwohnsitz |                                          |                                          |                                          |                                          |

## Sehenswürdigkeiten
- Kirche Notre-Dame

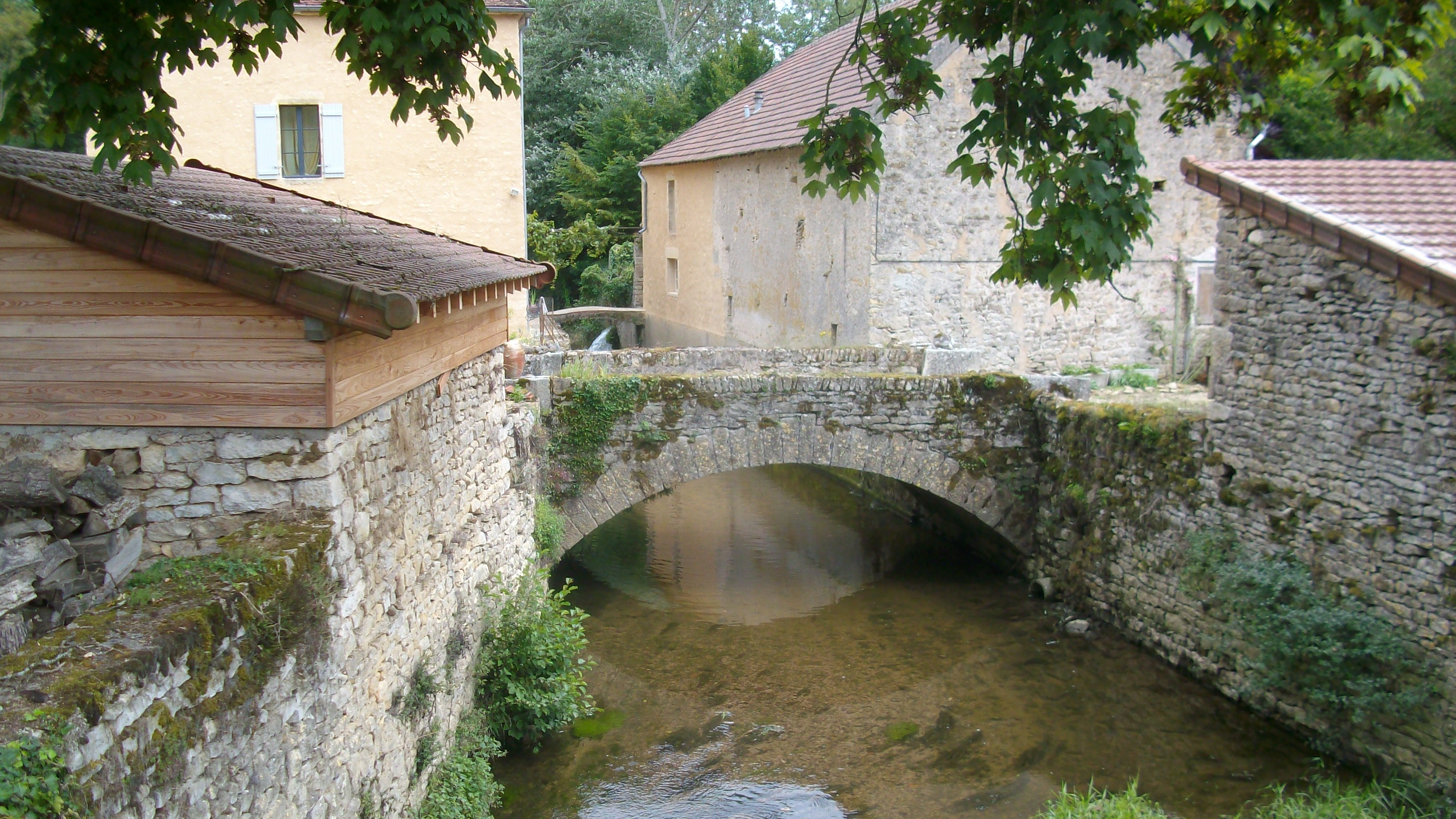
Brücke über einen Arm des Cousins
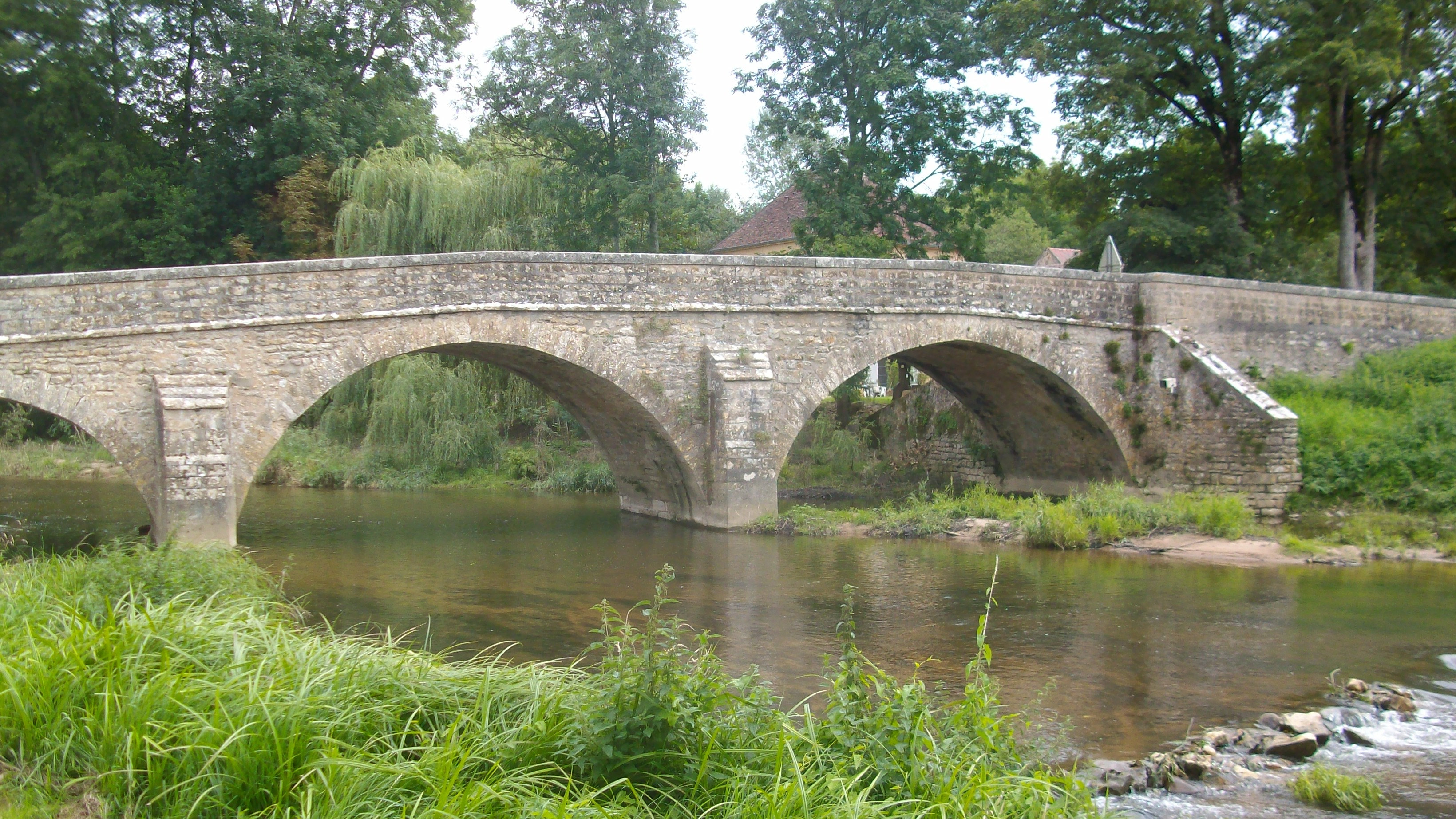
Brücke über den Cousin
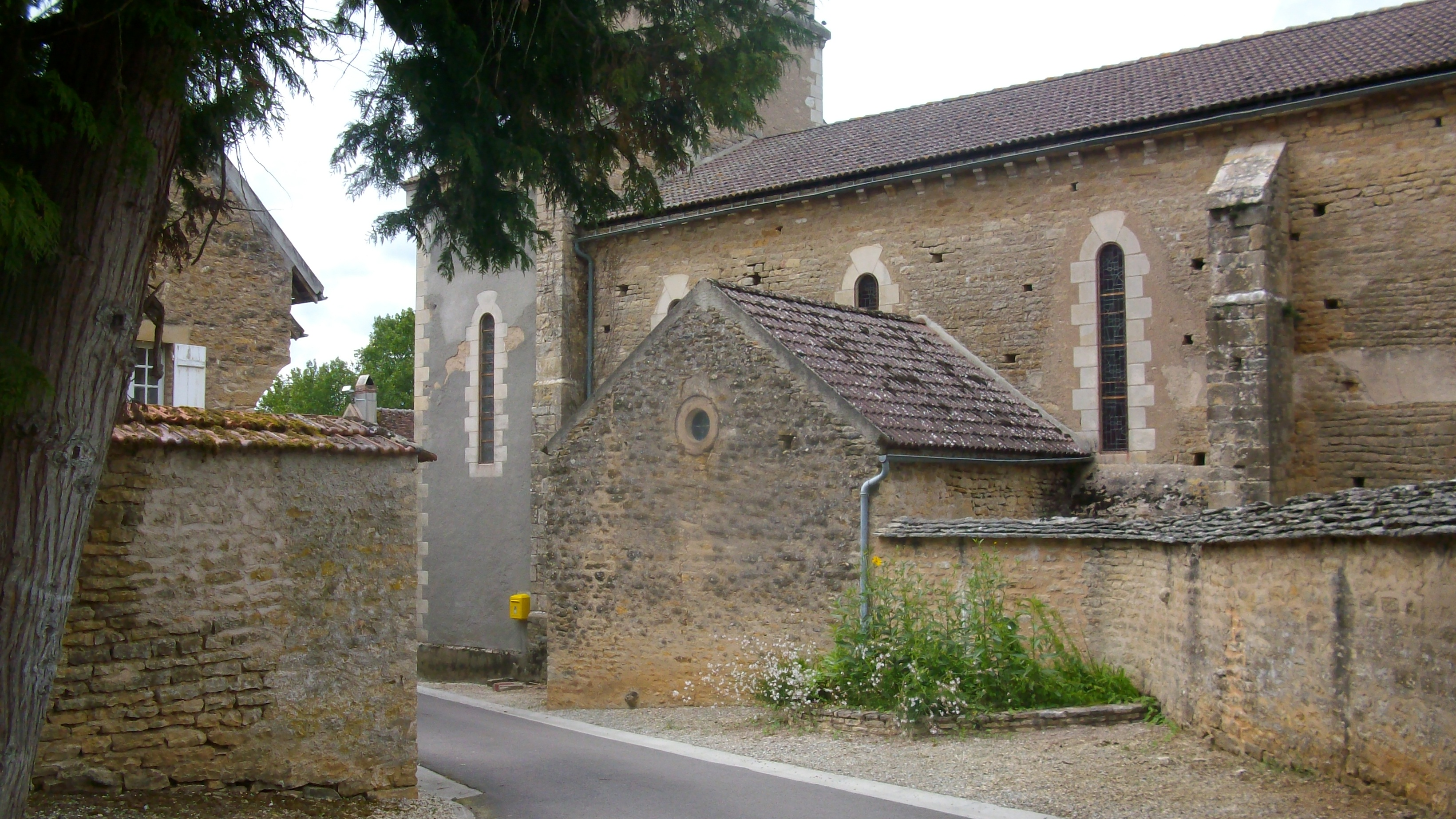
Kirche Notre-Dame

## Persönlichkeit
- Samuel Buri (* 1935), Schweizer Kunstmaler, lebte von 1971 bis 1979 in Givry